# Nixdorf System 820
Systeme vom Typ Nixdorf 820 gehörten einer Modellfamilie an, die ab 1965 vom Labor für Impulstechnik (LFI), dem Vorgängerunternehmen der Nixdorf Computer (NCAG), entwickelt wurden. Zunächst trat das LFI nur als Zulieferer auf; vertrieben wurden die Rechner unter dem Namen Logatronic durch die Wanderer-Werke. Ab ca. 1968 übernahm Nixdorf Computer die Vermarktung selbst.
Drei Produktphasen – Buchungsautomat, Magnetkonten-Computer und Terminalsysteme – lassen sich ausmachen. Das System erschien von 1967 bis 1979 und wurde in verschiedenen Modellvarianten über 40.000 Mal verkauft. Zur Anwendung kam das System beispielsweise bei der Lohn- und Gehaltsabrechnung und der Fakturierung. Daneben wurde der Rechner (als 820P) aber auch erfolgreich für die Prozessautomatisierung und -steuerung eingesetzt, z. B. für Spulautomaten der Fa. Schlafhorst in Mönchengladbach.

## Geschichte
Durch das im Jahr 1952 in Essen von Heinz Nixdorf gegründete Labor für Impulstechnik verwirklichte der Computerpionier den Bau eines Elektronenrechners. Zunächst trat das Unternehmen nur als Zulieferer elektronischer Rechenwerke für Büromaschinenhersteller wie die Exacta Büromaschinen GmbH – ab 1963 Wanderer-Werke – in Köln und die Compagnie des Machines Bull in Paris auf. Die in den 1950er Jahren entwickelten Rechenanlagen basierten auf Röhrentechnik.
Im Jahr 1965 kam die Wanderer Logatronic, die unter Beteiligung von Otto Müller in Transistortechnik konstruiert wurde, auf den Markt. Dieser Rechner wurde kontinuierlich weiterentwickelt und erschien 1968, nach der Übernahme der Wanderer-Werke durch Nixdorf, unter dem Namen Nixdorf 820.
Mit diesem nicht frei programmierbaren Kleincomputer erschloss sich die NCAG einen neuen Markt: die Mittlere Datentechnik, speziell für kleine und mittlere Unternehmen. Die Systemfamilie 820, mittlerweile vertrieben über das übernommene Geschäftsstellennetz der Wanderer-Werke, war ein großer wirtschaftlicher Erfolg und ebnete den Weg der NCAG zum viertgrößten Computerhersteller Europas.

## Technische Details

### Basis

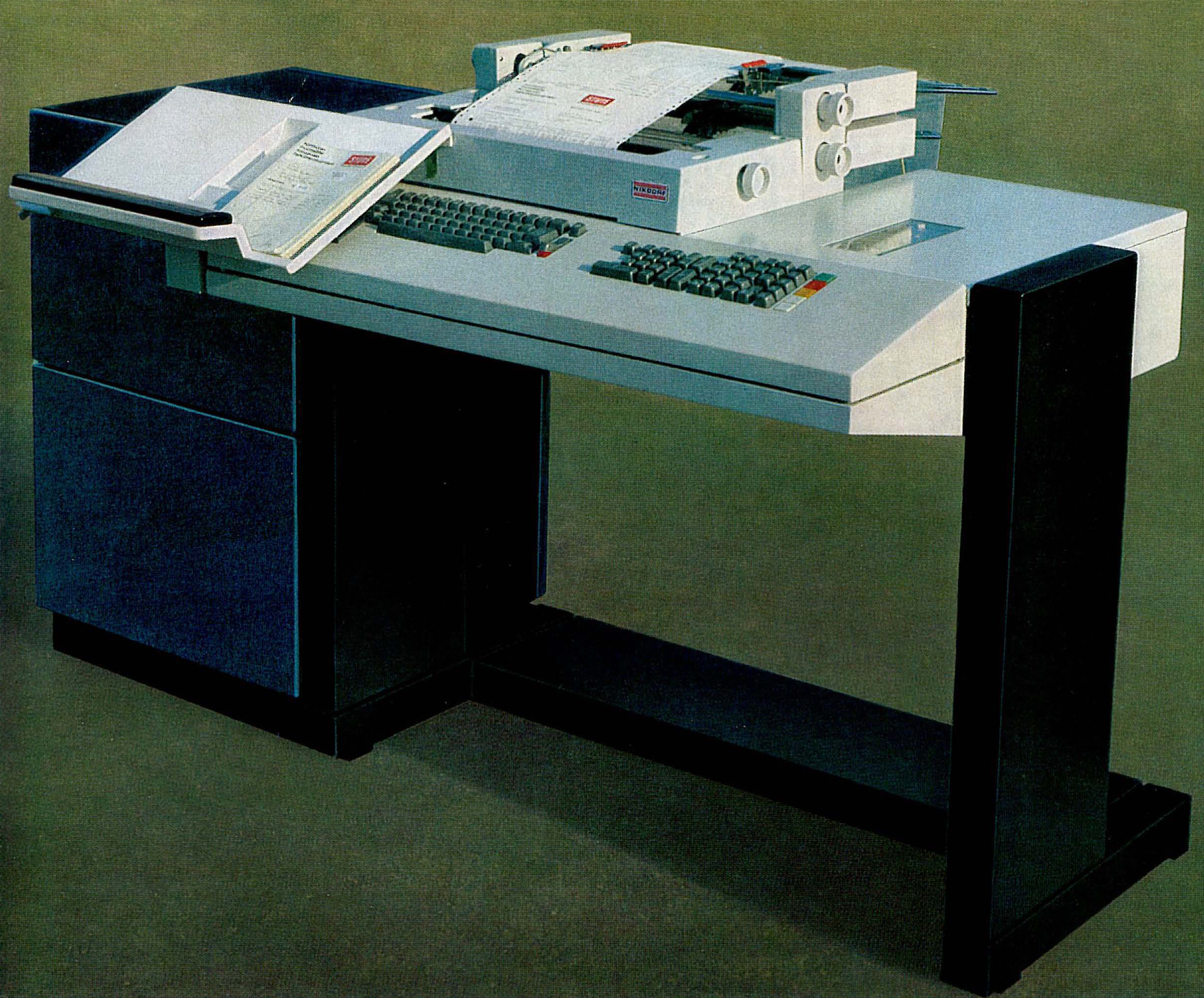
Nixdorf 820 von 1968

Die technischen Hauptbestandteile des Nixdorf-820-Systems (Baujahr 1968) waren
- ein 12-Bit-Parallelrechenwerk, nicht zufällig den gültigen Werten einer Lochkarte per Spalte entsprechend, daran angeschlossen
  - eine numerische Funktionstastatur,
  - ein Serialdrucker basierend auf einem modifizierten IBM-Schreibmaschinen-Kugelkopf-OEM-Schreibwerk,
- zwei Festwertspeicher ROM, einer (Mikro) für die Gerätesteuerung (Betriebssystem), der zweite (Makro) für Anwenderprogramme. Es gab 2 Bauformen: den Ringkernspeicher und den Stäbchenspeicher[3]. Der Ringkernspeicher kam ursprünglich von der Logatronic, funktionierte aber ebenso bei der Nixdorf 820.
- ein Magnetkernspeicher, der die Variablen speicherte.

Im Foto ist neben dem Schreibwerk außerdem ein Kassettenrekorder erkennbar, der dazu diente, Daten frequenzmoduliert digital zu speichern.
Der Magnetkernspeicher, intern als Leb(end)-Speicher bezeichnet, diente üblicherweise nur zur Aufnahme der Anwenderprogramme während der Entwicklung. War das Programm ausgetestet, wurde dies auf dem Einschubmodul für den Stäbchenspeicher (intern als Festspeicher bezeichnet) „gefädelt“. Spätere Korrekturen und Erweiterungen waren deshalb nur sehr schwierig zu handhaben, indem intern ein „Programmsprung“ an einen unbenutzten Speicherbereich gemacht, dort die gewünschte Programmsequenz eingebaut wurde, und anschließend zur ursprünglichen Programmsequenz zurückgesprungen wurde, und dabei natürlich den fehlerhaften Code zu überspringen. Diese Methode wurde als „Rucksack“ bezeichnet. Da eine Trennung von Programm- und Datenspeicher vorlag, basierte die 820 auf einer Harvard-Architektur. Sie war somit im Gegensatz zu Von-Neumann-Rechnern nicht „frei programmierbar“. Die verwendeten Festspeicher hatten allerdings den Vorteil, dass der Rechner nach dem Einschalten sofort betriebsbereit war und keine Programme geladen werden mussten.

### Peripherie
Für die Datenein- und -ausgabe standen Lochkartenleser/-stanzer, Lochstreifenleser/-stanzer, Lochstreifenkartenleser sowie Magnetkonten zur Verfügung.